# Lupinoblennius
Lupinoblennius är ett släkte av fiskar. Lupinoblennius ingår i familjen Blenniidae.
Kladogram enligt Catalogue of Life:
| Lupinoblennius | \| \| Lupinoblennius dispar \| \| \| \| \| \| Lupinoblennius nicholsi \| \| \| \| \| \| Lupinoblennius paivai \| \| \| \| \| \| Lupinoblennius vinctus \| \| \| \| |
|                | \| \| Lupinoblennius dispar \| \| \| \| \| \| Lupinoblennius nicholsi \| \| \| \| \| \| Lupinoblennius paivai \| \| \| \| \| \| Lupinoblennius vinctus \| \| \| \| |
|                | Lupinoblennius dispar |
|                | |
|                | Lupinoblennius nicholsi |
|                | |
|                | Lupinoblennius paivai |
|                | |
|                | Lupinoblennius vinctus |
|                | |